# علي أباد كوير (سفيد دشت)
علي أباد کویر (بالفارسية: علی‌آباد کویر) هي قرية تقع في إيران في قسم سفید دشت الريفي. يقدر عدد سكانها بـ 1,330 نسمة .